# Zuzana Vačková

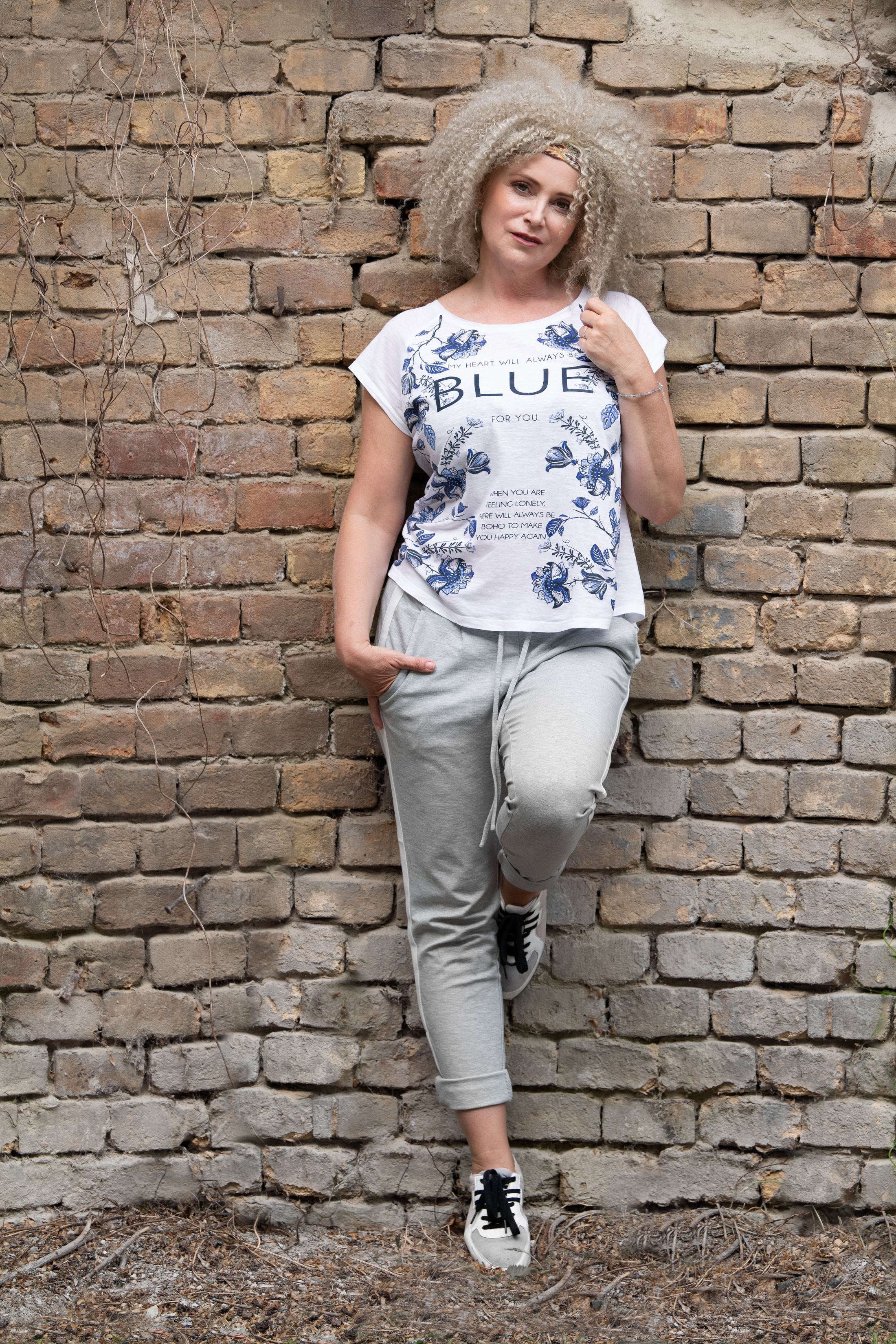
Zuzana Vačková (2019)

Zuzana Vačková (* 12. Februar 1969 in Nitra), geschiedene Zuzana Rogelová, ist eine slowakische Schauspielerin.

## Leben
Zuzana Vačková kam in Nitra auf die Welt, zog aber mit ihren Eltern im Kleinkindalter erst nach Prievidza und dann nach Bratislava. Dort absolvierte sie dann auch ihre schulische Ausbildung. Bereits während ihrer Schulzeit sammelte sie erste Erfahrungen im Schauspielbereich. So gab sie in dem 1981 produzierten Film Kosenie jastrabej lúky, welcher in Deutschland unter dem Namen Die Mahd der Habichtswiese bekannt ist, ihr Schauspieldebüt. In dem Film von Štefan Uher, welcher der tschechoslowakischen Neuen Welle zugeordnet wird, spielte sie Rolle der Anicka. Ihre ersten Erfahrungen in der Schauspielerei führten dann auch dazu, dass sie sich nach dem erfolgreichen Abschluss der Schule entschied, an der Hochschule für Musische Künste Bratislava (VŠMU) zu studieren. Während ihres Studiums lernte sie den Schauspieler Rastislav Rogel kennen. Sie heiratete ihn später und trug seitdem den Namen Zuzana Rogelová. Kurze Zeit später wurden sie zudem Eltern eines Sohnes. Als ihr Sohn sechs Jahre alt war, ließ sich Zuzana Vačková von ihrem Ehemann aufgrund von unterschiedlichen Prioritäten im Leben und aufgrund der seiner immer größeren Radikalisierung. In der Folge nahm sie auch wieder ihren Mädchennamen an.
Später hatte sie eine Beziehung mit dem Geschäftsmann Milan Čuba, aus welcher ihre 2004 geborene Tochter Mária stammt. Im Jahr 2009 übernahm sie die Rolle der Alica Rybáriková in der slowakischen Seifenoper Panelák, welche auf TV JOJ ausgestrahlt wurde. Bis zum Ende der Serie im Jahr 2017 verkörperte sie die Rolle in über 900 Folgen. Vier Jahre später übernahm sie in der Krimiserie Bodka, deren zehn Folgen zwischen den 9. Januar und 13. März auf TV JOJ ausgestrahlt wurden, die Nebenrolle der Helga Arwayová.